# Powiat Ratibor (1818–1945)

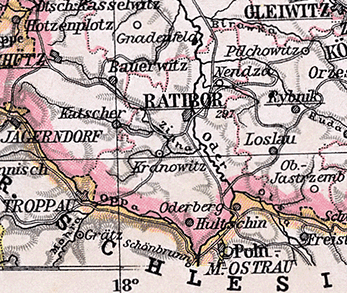
Fragment mapy Śląska z 1905 roku z zaznaczonymi granicami powiatu raciborskiego

Powiat raciborski w latach 1818–1945 (niem. Landkreis Ratibor) – dawna pruska, a później niemiecka jednostka terytorialna średniego szczebla z siedzibą w Raciborzu. Powstała 1 stycznia 1818 roku i wchodziła w skład rejencji opolskiej. Przestała istnieć wraz z końcem II wojny światowej.

## Początek nowego powiatu
Powiat powstał 1 stycznia 1818 roku na mocy pruskiego zarządzenia gabinetowego z 10 maja 1817 roku. Był sukcesorem dawnego powiatu raciborskiego powstałego 19 lutego 1743 roku. Znacznej zmianie uległy jednak jego granice. Z granic powiatu wyłączono Rybnik, Żory i Rudy oraz 75 innych miejscowości, które znalazły się w nowo powstałym powiecie rybnickim. Do powiatu przestała także należeć enklawa wokół Ucieszkowa i Maciowakrza. Włączono za to do niego tereny położone na zachód z Krzanowicami i Pietrowicami Wielkimi, okolice wokół Odry na południu z ośmioma miejscowościami, przejęte z powiatu pszczyńskiego, a także cały tzw. Kraj Hulczyński. Powierzchnia nowo utworzonego powiatu wynosiła 888,74 km² i była mniejsza od poprzedniego, który zajmował około 1040 km². Na terenie powiatu znajdowały się 2 miasta (Racibórz i Hulczyn), 3 miasteczka (Beneszów Dolny, Sudice i Krzanowice), 120 wsi oraz 22 inne osiedla osadnicze (kolonie, folwarki i dominia). Liczba ludności powiatu wynosiła wówczas 48 784 mieszkańców.

## Struktury wewnętrzne
Na czele powiatu stał landrat. 13 grudnia 1872 roku ustanowiono również Zarząd Powiatu (Kreisausschuss) i Sejmik Powiatowy (Kreistag). Siedzibę instytucji powiatowych urządzono w kupionym w 1874 roku budynku przy placu Zborowym, w miejscu w którym stoi dzisiaj Galeria Młyńska. Landratami byli kolejno: Gottlob Adam Johann von Wrochem (na stanowisko landrata powołany został jeszcze przed reformą, w 1816 roku, po zmianie pozostał jednak przy swej funkcji, którą pełnił do roku 1840), Heinrich Alexander Robert von Wrochem (1840–1841), Louis von Reichenbach (1841–1842), Karl Adalbert Wichura (1842–1851), po którym przez niespełna 2 miesiące nie powoływano kolejnego landrata, a jego obowiązki pełnił najpierw rotmistrz Benneke z Pietrowic Wielkich, a następnie Wilhelm von Wrochem z Brzeźnicy. 28 lipca 1851 roku funkcję landrata powierzono Oskarowi von Elsnerowi, którą pełnił do 12 maja 1855 roku. Kolejnymi landratami byli Eugen Friedrich Wilhelm von Selchow (1855–1869), Max von Pohl (1870–1900), August Wellenkamp (1900–1914), Hugo Swart (1914–1917), ponownie August Wellenkamp (1917–1922), Arthur Finger (1922–1925), Alfons Schmidt (1926–1933), Walther Duczek (1933–1937) i Ferdinand Hütteroth (1937–1945).
W skład Zarządu Powiatu wchodziło sześć osób, a po I wojnie światowej cztery, wybierane na okres sześciu lat. Miał on szerokie kompetencje. Przygotowywał uchwały na Sejmik Powiatowy. Kierował remontami i budową dróg, szkół, wodociągów i kanalizacji, komunikacją publiczną, decydował o nawadnianiu i odwadnianiu gruntów, wydawał koncesje oraz pozwolenia na budowę, ustalał okręgi wyborcze, kandydatów na sędziów, a także rozpatrywał skargi. Podlegał mu Urząd Budowlany (Kreisbauamt), Biuro Obrachunkowe (Rechnungsbüro), Powiatowe Służby Komunale (Kreiskommunal) i Powiatowa Kasa Oszczędnościowa (Kreissparkasse). W Sejmiku Powiatowym znajdowało się na początku 40 deputowanych. Liczba ta później wzrosła do 43, a po I wojnie światowej zmalała do 23. Obradom Sejmiku przewodniczył landrat, choć sam formalnie nie był jego członkiem. Do kompetencji sejmiku należał m.in. wybór landrata (choć musiał on być jeszcze zatwierdzony przez organy centralne), czy podejmowanie uchwał w sprawie podatków i opłat. Po I wojnie światowej rola Sejmiku zmalała, a po 1933 roku jego kompetencje przejmowali stopniowo naziści.
W 1861 roku w powiecie utworzono 43 obwody policyjne. W późniejszym okresie zastąpiło je 40 okręgów urzędowych (Amtsbezirk), których liczba po I wojnie światowej spadła do 20. Po rozpoczęciu II wojny światowej i włączeniu do powiatu na powrót utraconych wcześniej terenów znów wzrosła do 40.

## Zmiany terytorialne do 1938 roku
1 kwietnia 1903 roku z powiatu został wyłączony Racibórz, który uzyskał status powiatu grodzkiego. Po I wojnie światowej decyzją zwycięskich mocarstw z 23 kwietnia 1919 roku fragment powiatu z Hulczynem, Beneszowem Dolnym i Sudicami o łącznej powierzchni 316 km² i liczący 45 386 mieszkańców przyznano Czechosłowacji. Akcja przejmowania tego terenu przez władze Czechosłowackie rozpoczęła się na początku kolejnego roku i zakończyła 4 lutego 1920 roku. 8 marca 1922 roku (według niektórych źródeł miało to miejsce w 1923 roku) dokonano jeszcze niewielkiej korekty granicy, przyznając Czechosłowacji okolice wsi Píšť i Hať o powierzchni 30,47 km² z 3286 mieszkańcami. Z kolei 20 czerwca 1922 roku po powstaniach śląskich i plebiscycie przyznano Polsce część wschodnich terenów powiatu z 21 wioskami i 19 obwodami dworskimi. Polsce przypadły m.in. Lubomia, Syrynia i Gorzyce, łącznie obszar o powierzchni 127,36 km² zamieszkały przez 16 022 osoby. Do powiatu raciborskiego wcielono natomiast pozostałości powiatu rybnickiego, który w większości znalazł się w granicach Polski. Były to okolice Rud liczące 122,1 km² i 6042 mieszkańców.
W 1925 roku dokonano zmiany granicy pomiędzy powiatem raciborskim a kozielskim, przyłączając do tego pierwszego wsie Dolędzin, Modzurów i Jastrzębie, w sumie obszar o powierzchni 12,7 km² liczący 1108 obywateli. 5 stycznia 1927 roku poszerzyły się także granice Raciborza, który jako osobny organizm samorządowy wyodrębniony był z powiatu raciborskiego. Do miasta włączono wówczas Ostróg, Studzienną, Starą Wieś, Proszowiec (według niektórych źródeł przyłączenie do miasta Starej Wsi i Proszowca miało miejsce już w 1902 roku) oraz obszary dworskie Racibórz-Zamek i Ocice-Zamek, łącznie 15 km² zamieszkałe przez 8108 osób.

## Powiat w latach 1938–1945
W 1938 roku, po zajęciu przez Niemcy Kraju Sudetów do powiatu raciborskiego ponownie włączono Kraj Hulczyński, zamieszkały wówczas przez 52 969 obywateli. Szczegółowe decyzje dotyczące kształtu granicy zapadły 18 stycznia 1939 roku w budynku raciborskiego ratuszu. Oficjalne rozporządzenie o włączeniu tego terytorium w skład powiatu raciborskiego wydano 25 marca 1939 roku. Weszło ono w życie 15 kwietnia tego samego roku. Po wybuchu II wojny światowej do powiatu raciborskiego włączono utracone po I wojnie światowej tereny na wschód od granicy. Formalnie włączenie tego obszaru (było to 21 gmin) nastąpiło z dniem 1 stycznia 1940 roku. Powiat zajmował wówczas (nie licząc wydzielonego z niego Raciborza) obszar około 950 km² i liczył 136 744 mieszkańców. Był jednym z największych powiatów w całej III Rzeszy.

## Ustanowienie polskiej administracji i nowych struktur administracyjnych
W dniach 30–31 marca 1945 roku wojska radzieckie zajęły Racibórz. W mieście władzę przejęła Komendantura Wojenna, która stanowiła rzeczywistą władzę administracyjną na terenie powiatu. Następnie władzę przekazano stopniowo w polskie ręce. Po zakończeniu II wojny światowej Kraik Hulczyński powrócił do Czechosłowacji, a reszta terytorium powiatu znalazła się w granicach Polski. Ustanowiono polską administrację, która wprowadziła własny podział terytorialny, choć oparty częściowo na dawnych ustaleniach. W granicach nowego powiatu raciborskiego znalazło się miasto Racibórz oraz 10 gmin zbiorowych z siedzibami w Markowicach, Kuźni Raciborskiej, Rudach, Krowiarkach, Krzanowicach, Krzyżanowicach, Łubowicach, Pietrowicach Wielkich, Rudniku i Chałupkach. Struktura ta utrzymała się do 1975 roku, kiedy to zniesiono w Polsce instytucję powiatu. Dopiero w 1990 roku utworzono Urząd Rejonowy, a obecny powiat reaktywowano 1 stycznia 1999 roku.